# Samuel Charters MacPherson
Pour les articles homonymes, voir Macpherson.
Samuel Charters MacPherson, né le 7 janvier 1806 à Aberdeen et mort le 15 avril 1860 à Calcutta, est un officier, explorateur et administrateur colonial britannique.

## Biographie
En 1840, il fait partie d'une expédition dans le Gondwâna avec John Campbell avec qui il tombe rapidement en désaccord.
Major (1841), il devient cette année-là gouverneur-général d'Orissa où il essaie d'interdire les sacrifices humains (1842-1844).
Il est ensuite diplomate lors des événements de Gwalior (1854-1859).

## Publication
- Memorials of Service in India, 1865